# Allodia micans
Allodia micans är en tvåvingeart som beskrevs av Edwards 1928. Allodia micans ingår i släktet Allodia och familjen svampmyggor. Inga underarter finns listade i Catalogue of Life.